# روب فان دام
روبرت الكسندر سازتوسكي (ولد في 18 ديسمبر 1970)، مصارع أمريكي محترف يعد فان دام مصارعا أمريكياً محترفاً، واستعد لـ دبليو دبليو إي على حلبة RAW، وهو أيضاً الشخص الأخير الذي استمر في دبليو دبليو إي European Championship و WWE Hardcore Championship.
ظهر هذا المصارع لأول مرة في عام 1990 م بعد أن تتدرب جيداً على يد The Original Sheik، ولقد سجل روب فان دام في ورلد تشامبيونشيب ريسلينغ في عام 1992 م، ولقد عرف باسم Robbi V D فور وصوله، وانت جولته في اتحاد ورلد تشامبيونشيب ريسلينغ غير ملحوظة أو بشكل آخر لم يكن له اهتمام في هذا الاتحاد، ولكنه سرعان ما تركه في عام 1994 م.
ولقد صارع فان دام في عدة ترقيات مستقلة عبر أمريكا وأيضا مصارعة كل المحترفين اليابانيين، بعد ذلك وفي عام 1996 م، سجل فان دام مع المؤسس أو المتعهد بول هيمان وكان ذلك التسجيل في اتحاد Ecw.

## تألقه مع ECW
بعد تلك المرحلة المهمة في حياة فنا دام، أصبح مصارعاً دولياً معروفاً في هذا الاتحاد ECW، وبدا فان دام يظهر في تلفزيونات ECW ولكنه لم يفرح طويلاً فقد كسرت ساقه بعد مضي ثلاثة شهور منذ انضمامه، فكانت هذه نقطة تحول مهمة في مشواره الطويل، وظل في المستشفى لمدة لا تتجاوز عدة أسابيع إللى ان شفي تماماً وعادت ساقه كما هي، ليعود معها للظهور على شاشات وتلفزيونات الاتحاد المعروف ECW، وظل يلعب ويصارع في هذا الاتحاد إلى أن تم ايقافه عام 2001 م.
بعد شهرين، سجل روب فان دام Rob Van Dam في اتحاد WWF، وكانت هذه الشركة WWF قد اشترت ما تبقى من اتحاد ECW، ولقد نال فان دام شهرة واسعة في اتحاد WWF في بداية ظهوره في هذا الاتحاد، وحقق نجاحا باهراً بين نجوم هذا الاتحاد أيضا.
أعجب الناس واسروا بحب RVD لما له من حركات بهلوانية رائعة أثناء مبارياته وصلابة جسمه وخفته في نفس الوقت، وبعد قصة الإيقاف في اتحاد ECW عاد فان ليقول : (أنا بطل له شعبية كبيرة)، وعلى الرغم من تحقيقه شعبية كبير بين نجوم الـ WWF، عاد فان دام ليثبت وجوده بالترقي الــ World Heavyweight Champion status، أي بطل العالم للوزن الثقيل.

## بطولاته
WWE Intercontinental, European, and Hardcore Championships علاوة على فوزه بلقب WWE World Tag Team ضد Kane و Bookar T في أمسية من أمسيات RAW، وأيضا فاز بلقب WWE Tag Team مع ري ميستريو في Smack Down وفاز ببطولة بطولة دبليو دبليو إي تشامبيونشب مرة واحدة

## روابط خارجية
- روب فان دام على موقع IMDb (الإنجليزية)
- روب فان دام على موقع ألو سيني (الفرنسية)
- روب فان دام على موقع أول موفي (الإنجليزية)
- روب فان دام على موقع إن إن دي بي (الإنجليزية)
- روب فان دام على موقع قاعدة بيانات الفيلم (الإنجليزية)
- روب فان دام على موقع كينوبويسك (الروسية)
- روب فان دام على موقع دبليو دبليو إي (الإنجليزية)
- روب فان دام على موقع WrestlingData.com (الإنجليزية)
- روب فان دام على موقع CageMatch worker (الإنجليزية)
- روب فان دام على موقع قاعدة بيانات المصارعة على الإنترنت (الإنجليزية)
- روب فان دام على موقع عالم المصارعة على الإنترنت (الإنجليزية)
- روب فان دام على موقع عالم المصارعة على الإنترنت (الإنجليزية)